# ریموند بریگز
ریموند بریگز (انگلیسی: Raymond Briggs؛ ۱۹ ژانویه ۱۸۹۵ – ۴ آوریل ۱۹۸۵) فرد نظامی اهل بریتانیا بود. وی همچنین برندهٔ جوایزی همچون نشان حمام شده‌است.